# Amstel Gold Race 2000
La 35ª edición de la Amstel Gold Race se disputó el 22 de abril de 2000 en la provincia de Limburg (Países Bajos). La carrera constó de una longitud total de 257 km, con inicio y final en Maastricht.
El vencedor fue el alemán Erik Zabel (Team Deutsche Telekom) fue el vencedor de esta edición al sprint. El holandés Michael Boogerd y el suizo Markus Zberg (ambos del equipo Rabobank) acabaron segundo y tercero respectivamente. 

## Clasificación final
| Pos. | Ciclista             | Equipo                | Tiempo     |
| ---- | -------------------- | --------------------- | ---------- |
| 1    | Erik Zabel           | Team Deutsche Telekom | 6h 13' 37" |
| 2    | Michael Boogerd      | Rabobank              | m. t.      |
| 3    | Markus Zberg         | Rabobank              | m. t.      |
| 4    | Romāns Vainšteins    | Vini Caldirola        | m. t.      |
| 5    | Hendrik Van Dyck     | Palmans-Ideal         | m. t.      |
| 6    | Laurent Dufaux       | Saeco                 | m. t.      |
| 7    | Peter Van Petegem    | Farm Frites           | m. t.      |
| 8    | Zbigniew Spruch      | Lampre - Daikin       | m. t.      |
| 9    | Óscar Freire         | Mapei-Quick Step      | m. t.      |
| 10   | Francesco Casagrande | Vini Caldirola        | m. t.      |